# (6972) Helvetius
(6972) Helvetius (1992 GY3) – planetoida z pasa głównego asteroid okrążająca Słońce w ciągu 4 lat i 43 dni w średniej odległości 2,57 j.a. Została odkryta 4 kwietnia 1992 roku.